# Абрамов, Александр Михайлович (математик)
Алекса́ндр Миха́йлович Абра́мов (5 июня 1946, Астрахань, СССР — 24 мая 2015, Москва, Россия) — российский и советский педагог и учёный-математик, автор школьных учебников. Член-корреспондент Российской академии образования (1992).

## Биография
Детство провёл в Астрахани, школьником участвовал в математических олимпиадах и был отобран в число 19 школьников для обучения в Московскую физико-математическую школу-интернат № 18 (первый набор учащихся в декабре 1963 года).
Обучение в интернате продолжалось всего полгода, окончив его (1964) Абрамов поступил на механико-математический факультет МГУ. Окончил мехмат МГУ в 1969 году, специализировался по кафедре Теории функций и функционального анализа, научный руководитель дипломной работы — В. М. Тихомиров. Одноклассником и однокурсником был Борис Ивлев.
С 1966 года преподавал математику в ФМШ № 18. Много занимался организационной и педагогической работой под руководством А. Н. Колмогорова. Работал в системе Академии педагогических наук СССР.
В 1990—1991 годах советник министра образования СССР. Основатель и в 1992—2002 годах директор Московского института развития образовательных систем. Написал большое число статей по вопросам образования для «Независимой газеты».
Кандидат педагогических наук (1976), тема диссертации «Теоретические основы курса геометрии восьмилетней школы». Член-корреспондент Российской академии образования (1992), в 1997—2002 годах член президиума РАО.
В 1981—1984 годах руководил командой СССР на международных математических олимпиадах. Сыграл большую роль в судьбе Григория Перельмана.
Соавтор школьных учебников по математике, в том числе переиздававшегося 24 раза (1990—2014) учебника математики для 10-11 классов
Скоропостижно умер 24 мая 2015 года. Похоронен на Волковском кладбище в Мытищах.

## Из библиографии
- Логические основы курса геометрии восьмилетней школы / Абрамов А. М. Науч.-исслед. ин-т школ М-ва просвещения РСФСР. Сектор обучения математике. — Москва : [б. и.], 1974. — 101 с. : ил.; 20 см.
- Энциклопедический словарь для юношества : Математика от А до Я / Абрамов А. М. и др. — М. : Соврем. педагогика : Педагогика-Пресс, 2001. — 510, [1] c. : ил., табл.; 18 см; ISBN 5-94054-006-6
- Великий отечественный мир, или Колмогоровский проект XXI века: книга Александра Абрамова и воспоминания о нём / [редакторы-составители: Андрей Русаков, Наталья Пучкова]. — 614, [1] с. : ил., портр., цв. ил., портр.; 25 см; ISBN 978-5-98368-112-5 : 500 экз.
  - 2-е изд. — Санкт-Петербург : Образовательные проекты, 2021. — 618, [4] с. : ил., портр., цв. ил., портр.; 25 см. — (Школа для каждого — школа для всех).; ISBN 978-5-98368-159-0 : 500 экз.

### Учебники
- Геометрия в 6 классе : пособие для учителя / А. М. Абрамов, В. А. Гусев, Г. Г. Маслова и др. — Москва : Просвещение, 1980. — 112 с. : ил.; 21 см.
- Методика факультативных занятий в 7-8 классах : избранные вопросы математики : пособие для учителей / [А. М. Абрамов, И. Н. Антипов, Л. Ю. Березина и др.]; сост. И. Л. Никольская, В. В. Фирсов. — Москва : Просвещение, 1981. — 160 с. : ил.; 21 см.
- Избранные вопросы математики. 10-й класс : факультативный курс / [А. М. Абрамов, Н. Я. Виленкин, Г. В. Дорофеев и др.]; под ред. В. В. Фирсова. — Москва : Просвещение, 1980. — 191 с. : ил., карт.; 22 см.
- Алгебра и начала анализа в 9-10 классах : пособие для учителей / [А. М. Абрамов, Б. М. Ивлев, З. И. Моисеева и др.]. — Москва : Просвещение, 1982. — 336 с. : ил.; 22 см.
  - Алгебра и начала математического анализа. 10-11 классы : учебное пособие для общеобразовательных организаций : [12+] / [А. Н. Колмогоров, А. М. Абрамов, Ю. П. Дудницын и др.]. — 27-е изд. — Москва : Просвещение, 2019. — 383, [1] с. : ил., портр., табл.; 22 см; ISBN 978-5-09-068181-0 : 1700 экз.

### Редакторская деятельность
- Кикоин. Колмогоров. ФМШ МГУ / сост. А. М. Абрамов. — Изд. 2-е, пересмотр. и доп. — Москва : ФАЗИС, 2009. — 240 с. : ил., портр., факс.; 24 см; ISBN 5-7036-0117-7
- Публицистика / академик А. Н. Колмагоров; [составитель Абрамов А. М.]. — Москва : Луч, 2018. — 492, [3] с. : ил., портр.; 22 см; ISBN 978-5-87140-382-2 : 1000 экз.

## Афоризмы
Известен своими афористическими высказываниями по поводу отечественного образования и не только: «оБолонивание образования», «последователи ЕГовы», «объЕгоривание страны», эксперименты «в особо крупных размерах», принцип «воинствующего экономизма» в образовании, «защита от диссертаций» (которые делил на настоящие, «липовые» и «дубовые»), «явление по имени госдурь».